# Укротитељ змија (Паја Јовановић)
Укротитељ змија је слика коју је Паја Јовановић насликао 1887. године. Ово дело представља пример српског академског реализма и оријенталистичког сликарства са краја 19. века.

## Историја
Слика је настала у Бечу, где је Јовановић провео већи део своје уметничке каријере. Године 1999. продата је на аукцији у Њујорку.

## Опис и стил
На слици је приказан мушкарац који држи змију, окружен групом посматрача у традиционалној одећи. Композиција је постављена у урбаном амбијенту са архитектонским детаљима који упућују на оријенталну средину.
Уметник користи дијагоналне и вертикалне линије како би постигао динамику и стабилност у композицији. Палета боја је топла, са нагласком на црвене и златне тонове.

## Уметнички контекст
Ова слика припада циклусу Јовановићевих дела инспирисаних оријенталистичким мотивима, који су били популарни у европској уметности тог периода. Сцене са Балкана и источног Медитерана често су биле предмет интересовања уметника и публике.

## Пријем и утицај
Дело је више пута излагано и налази се у приватној колекцији. Сматра се једним од запажених примера Јовановићевог рада са оријенталистичком тематиком. Слика је предмет интересовања стручне јавности и често се анализира у оквиру истраживања српског сликарства 19. века.